# (55753) Raman
(55753) Raman  es un asteroide perteneciente al cinturón de asteroides, descubierto el 13 de septiembre de 1991 por Freimut Börngen y Lutz Dieter Schmadel desde el Observatorio Karl Schwarzschild, en Alemania.

## Designación y nombre
Raman se designó inicialmente como 1991 RF5.
Más adelante fue nombrado en honor al físico hindú Chandrasekhara Raman (1888-1970).

## Características orbitales
Raman orbita a una distancia media del Sol de 2,7236 ua, pudiendo acercarse hasta 2,2205 ua y alejarse hasta 3,2268 ua. Tiene una excentricidad de 0,1847 y una inclinación orbital de 9,0788° grados. Emplea en completar una órbita alrededor del Sol 1641 días.

## Características físicas
Su magnitud absoluta es 14,7.